# Анібаль Торрес
Анібаль Торрес Васкес (28 грудня 1944 , Чота (місто)d, Кахамарка ) — перуанський юрист, політичний та державний діяч.
Прем'єр-міністр Перу 8 лютого 2022 — 26 листопада 2022.
У минулому — міністр юстиції та прав людини Перу (2021—2022)
.

## Біографія
Народився 28 грудня 1942 року в місті Чота у регіоні Кахамарка
.
Закінчив факультет права та політичних наук Університету Сан-Маркос (UNMSM) у місті Ліма, здобув докторський ступінь у тому ж університеті
.
В 1991—1994 роках — декан факультету права та політичних наук Університету Сан-Маркос
.
Обрано радником Колегії адвокатів Перу.
В 2002—2003 роках — декан Колегії адвокатів Ліми та голова ради деканів Колегії адвокатів Перу.
Призначений почесним членом відомих колегій адвокатів Лорето, Пуно, Куско, Кахамаркі та Апурімака
.
30 липня 2021 року призначений міністром юстиції та прав людини в уряді Гідо Бельїдо.
Зберіг посаду у наступних урядах Мірти Васкес та Ектора Валера
.
8 лютого 2022 призначений прем'єр-міністром Перу після відставки Ектора Валера
.
Автор різних публікацій з цивільного права та адміністративного права
.